# Елизабет фон Золмс-Браунфелс
Елизабет фон Золмс-Браунфелс (на немски: Elisabeth von Solms-Braunfels; * ок. 1410; † 18 октомври 1450/17 юли 1451) е графиня от Золмс-Браунфелс и чрез женитба графиня на Изенбург и господарка на Бюдинген.

## Произход и смърт
Тя е дъщеря на дъщеря на граф Ото I фон Золмс-Браунфелс († 1410) и Агнес фон Фалкенщайн († 1409), дъщеря на Филип VI фон Фалкенщайн († 1373) и Агнес фон Фалкенщайн-Мюнценберг († 1380), дъщеря на Филип V фон Фалкенщайн († 1365/1343) и Елизабет фон Ханау-Фалкенщайн († 1389). Нейните братя са Бернхард II фон Золмс-Браунфелс († 1459) и Йохан фон Золмс-Лих († 1457).
Елизабет фон Золмс умира на 18 октомври 1450 г. и е погребана в Мариенборн.

## Фамилия
Елизабет се омъжва пр. 26 юли 1409 г. за граф Дитер I фон Изенбург-Бюдинген (* ок. 1400; † 20 ноември 1461), син на граф Йохан II фон Изенбург-Бюдинген († 1408) и Маргарета фон Катценелнбоген († 1438). Нейният брат Бернхард II фон Золмс-Браунфелс е женен за сестра му Елизабет фон Изенбург-Бюдинген (1405 – 1451). Те имат децата:
- Йохан III (* ок. 1428; † сл. 28 юли 1472), монах в Михелсберг близо до Майнц през 1437 г.
- Дитер фон Изенбург (1412 – 1482), архиепископ на Майнц (1459 – 1461 и 1475 – 1482)
- Лудвиг II фон Изенбург (1422 – 1511), граф на Изенбург и господар на Бюдинген, женен на 1 декември 1552 г. за графиня Мария фон Насау-Висбаден-Идщайн (1438 – 1480)
- Ото († сл. 1440) в свещен орден
- Филип фон Изенбург-Бюдинген (* ок. 1442; † 7 февруари 1470), каноник в Кьолн (1435 – 1445), приор в Св. Паулин Трир (1449, 1451 – 1470) и домхер в Майнц (1461 – 1470)
- Йохан IV фон Изенбург-Бюдинген (* ок. 1444; † 31 декември 1496 в Майнц), каноник в Св. Гереон в Кьолн (1460). Той има три незаконни деца: Магдалена, Дитер и Ханс.
- Агнес фон Изенбург-Бюдинген (1448 – 1497), омъжена пр. 14 януари 1448 г. за граф Вилхелм I фон Вертхайм (1421 – 1482)
- Бернхард († сл. 1450) в свещен орден